# Ураган Франклин
Ураганът „Франклин“ е първият ураган, който достига сушата в Мексиканската държава на Веракрус след урагана Карл през 2010 година. Първият е от десетте последователни урагана от сезона на ураганите в Атлантическия океан през 2017 г. „Франклин“ се формира на 7 август от тропическа вълна, която за пръв път е проследена в югоизточната част на Карибско море на 3 август. Бурята се развива в благоприятна среда и се появява над сушата на полуостров Юкатан като умерена тропическа буря сутринта на 8 август на север от Белиз. Бурята отслабва, докато пресича полуострова, но „Франклин“ отново се появява на залива на Кампече по-късно на същия ден, като по този начин бързо се засилва, така че да се превърне в първия ураган на сезона. На 1 август се е появил на сушата край Лехугуилас, Веракруз, като категория 1 ураган, преди бързо да отслабне над планинския терен на Мексико и да се разсее малко след това. На 12 август циркулационните остатъци на бурята от средна степен в съчетание с ниското налягане в източната част на Тихия океан формира тропическа буря „Йова“.
Главните въздействия на „Франклин“ са били разположени в Източно Мексико, по-специфично в щата Веракруз, където „Франклин“ достига до сушата като ураган. Силните ветрове повалят дървета и електропроводи, също така разрушават домове и култури. Проливните дъждове наводняват някои реки и причиняват свлачища. Щетите в тази област възлизали на 15 щ.д.млн. Други области, които „Франклин“ е засегнал, предимно чрез силен дъжд, са полуостров Юкатан и Белиз. Няма обявени смъртни случаи от „Франклин“.

## Метеорологична история
На 3 август Национален ураганен център (НУЦ) започва да наблюдава тропическа вълна, която се намирала в югоизточната част на Карибско море за възможна тропическа циклогенеза.  Сравнително малко промени в организацията се случили през следващите два до три дни, когато се преместила на запад с 16 – 24 km/h, въпреки че глобалните модели продължават да показват, че може да се развие наново, след като влиза в залива на Кампече. Рано на 5 август, конвекция, свързана с тропическата вълна се увеличила, сигнализирайки за организация.  Продължителното подобрение на вълната довело до развитие на широка зона с ниско налягане на 6 август приблизително 150 km на изток от Хондурас,  което довело до определяне на потенциалния тропически циклон седем в 21:00 часа UTC на този ден.  Шамандура над западните Кариби, близо до смущенията, съобщила за продължителни ветрове, а комбинираните анализи със сателитни снимки показвали, че циркулацията е станала по-дефинирана, което е накарало НУЦ да повиши смущенията на Тропическа буря „Франклин“ в 00:00 часа UTC на 7 август. 
Разположен в относително благоприятна среда, като единственият инхибиращ фактор е бил близостта до земята, „Франклин“ се засилва до първоначален пиков интензитет от 95 км/ч на 7 август преди да се премести на брега близо до Пултикуб, Кинтана Ро, в 03:00 часа UTC на 8 август. Циклонът значително отслабва, докато минава над полуострова, но сателитното представяне останало добре дефинирано и вътрешното ядро се затегнало значително. По-късно на същия ден Франклин се появил на залива на Кампече и веднага започнал да се укрепва отново, ставайки ураган в 21:00 UTC на 9 август.  Той достигнал своя пиков интензитет в 00:00 часа UTC на 10 август с ветрове от 85 mph (140 км / ч) и налягане 981 mbar (29,0 inHg),  преди да нахлуе във Вега де Алаторе с ветрове от 80 mph (130 км / ч), около пет часа по-късно.  Това го направил първия ураган, който ударил региона Веракрус от Карл през 2010 г. Циклонът бързо отслабнал над планинския терен на Мексико и скоро след това се разсеял.  Циркулацията на Франклин от средното ниво, обаче останала непокътната, докато пресичал планинския терен, а остатъците в крайна сметка се възстановили в Тропическата буря „Йова“ в източната част на Тихия океан, рано на 12 август. 

## Подготовка и въздействие

### Мексико

#### Полуостров Юкатан
Веднага след класифицирането на „Франклин“ като потенциален тропически циклон, предупреждения за тропическа буря са били издадени за голяма част от източната част на полуостров Юкатан на 6 август;  на малка част от бреговата линия е направен ураганов тракер поради възможността Франклин да се приближи до интензивността на ураганите, тъй като наближава бреговата линия следващата нощ. Приблизително 330 хора са съобщени за влезли в подслони за бури и около 2200 са били преместени от островите близо до бреговата линия, за да отидат по-далеч във вътрешността на страната преди бурята. В Белиз е установено, че щетите са минимални, тъй като бурята е отминала малко повече на север от очакваното, което намалило въздействията.  Въпреки това, някои области получили около 300 мм дъжд.

#### Източно Мексико
Докато Франклин се приближава до щата Веракруз, училищата са затворени. По целия щат много дървета са повалени, съобщава се за изолирани прекъсвания на електрозахранването и повредени домове. Плантациите на банани, безценен източник на доходи за местните жители, също са засегнати и за някои от тях са съобщени пълни загуби. Някои реки са наводнени, пътищата са спрени и се съобщава за няколко свлачища.  Общо 1562 души са се евакуирали от домовете си в Хуаучинанго, разположени в щата Пуебла. Приютите са били подготвени, докато моряците и войниците извършвали евакуации в планинските райони като предпазна мярка. Щетите в целия регион възлизат на 15 щ.д. млн. 

### САЩ
Въпреки че дъждовете от външните фронтове на „Франклин“ не се отразяват на Съединените щати, по цялото крайбрежие на Южен Тексас се наблюдават силно вълнение и течения. Националната метеорологична служба в Браунсвил, Тексас, обявява голямо вълнение за сърфиране през нощта на 10 август.

## Външни източници
- Консултативен архив за тропическа буря Франклин

|  | Тази страница частично или изцяло представлява превод на страницата Hurricane Franklin в Уикипедия на английски. Оригиналният текст, както и този превод, са защитени от Лиценза „Криейтив Комънс – Признание – Споделяне на споделеното“, а за съдържание, създадено преди юни 2009 година – от Лиценза за свободна документация на ГНУ. Прегледайте историята на редакциите на оригиналната страница, както и на преводната страница, за да видите списъка на съавторите. ВАЖНО: Този шаблон се отнася единствено до авторските права върху съдържанието на статията. Добавянето му не отменя изискването да се посочват конкретни източници на твърденията, които да бъдат благонадеждни. |